# Élections législatives autrichiennes de 2002
Les élections législatives autrichiennes de 2002 (en allemand : Nationalratswahl in Österreich 2002), se sont tenues le 24 novembre 2002, en vue d'élire les cent-quatre-vingt-trois députés de la vingt-deuxième législature du Conseil national, pour un mandat de quatre ans.
Au pouvoir depuis à peine deux ans et demi, le Parti populaire autrichien (ÖVP) est le grand gagnant de ce scrutin, obtenant la première place, une première depuis 1966. La progression du Parti social-démocrate d'Autriche (SPÖ) et des Verts est plus limitée, tandis que le recul du Parti de la liberté d'Autriche (FPÖ), qui avait créé la surprise en 1999, est très impressionnant.

## Contexte
Aux élections législatives du 3 octobre 1999, le Parti social-démocrate d'Autriche (SPÖ), au pouvoir depuis 1970 et emmené par le chancelier fédéral Viktor Klima, conserve son statut de première force politique autrichienne. Il réalise cependant son plus mauvais score depuis la Seconde Guerre mondiale avec à peine 33 % des suffrages exprimés. Il est suivi du Parti de la liberté d'Autriche (FPÖ), formation nationaliste et populiste conduite par le gouverneur de Carinthie Jörg Haider, qui totalise 26,9 % des voix et signe le meilleur résultat de son histoire.
Il devance de seulement 415 bulletins de vote le Parti populaire autrichien (ÖVP), partenaire de coalition du SPÖ depuis 1986 et dirigé par le vice-chancelier Wolfgang Schüssel, qui échoue pour la première fois de son histoire à conquérir la première ou deuxième place des formations politiques du pays. Son résultat, le plus mauvais depuis 1945, est identique à celui enregistré par le FPÖ. Avec 7,4 %, Les Verts - L'Alternative verte (Grünen) confirment leur présence au Conseil national avec 14 sièges, ce qui constitue leur record à l'époque.
Bien que la « grande coalition » dispose d'une nette majorité absolue avec 117 députés sur 183, le Parti populaire refuse dans un premier temps de participer à un quelconque gouvernement, avant d'accepter en décembre de maintenir son alliance avec le Parti social-démocrate. Les discussions achoppent en janvier 2000 et le chancelier Klima s'apprête à former un gouvernement fédéral minoritaire. C'est alors que l'ÖVP et le FPÖ annoncent être parvenus à un accord pour constituer une « coalition noire-bleue » avec Schüssel comme chef de l'exécutif, bien que le Parti de la liberté ait remporté plus de voix au suffrage universel. Le 4 février, le gouvernement entre en fonction, renvoyant le SPÖ dans l'opposition pour la première fois depuis 40 ans.
Toutefois, la conversion du parti d'extrême droite protestataire en parti de gouvernement, ainsi que son soutien aux réformes libérales prônées par les conservateurs, conduit à des dissensions internes, entre le courant pragmatique inspiré par la vice-chancelière Susanne Riess-Passer et le ministre fédéral des Finances Karl-Heinz Grasser, et l'aile radicale de Jörg Haider. Le 8 septembre 2002, une réunion de la majorité des délégués au dernier congrès ordinaire à Knittelfeld met à jour les graves divisions au sein du FPÖ. En conséquence, Riess-Passer, Grasser et le président du groupe parlementaire ont remis leur démission, conduisant à la rupture de la majorité et la convocation de nouvelles élections législatives.

## Mode de scrutin

Carte des neuf Länder.

L'Autriche est une république semi-présidentielle dotée d'un parlement bicaméral.
Sa chambre basse, le Conseil national (en allemand : Nationalrat), est composée de 183 députés élus pour cinq ans selon un mode de scrutin proportionnel de liste bloquées dans neuf circonscriptions, qui correspondent aux Länder, à raison de 7 à 36 sièges par circonscription selon leur population. Elles sont ensuite subdivisées en un total de 43 circonscriptions régionales.
Le seuil électoral est fixé à 4 % ou un siège d'une circonscription régionale. La répartition se fait à la méthode de Hare au niveau régional puis suivant la méthode d'Hondt au niveau fédéral.
Bien que les listes soit bloquées, interdisant l'ajout de noms n'y figurant pas, les électeurs ont la possibilité d'exprimer une préférence pour un maximum de trois candidats, permettant à ces derniers d'être placés en tête de liste pour peu qu'ils totalisent un minimum de 14 %, 10 % ou 7 % des voix respectivement au niveau régional, des Länder, et fédéral. Le vote, non obligatoire, est possible à partir de l'âge de 18 ans.

## Partis et têtes de liste
| Parti | Parti                                                                    | Idéologie                                                      | Tête de liste                                       | Résultat en 1999           |
| ----- | ------------------------------------------------------------------------ | -------------------------------------------------------------- | --------------------------------------------------- | -------------------------- |
|       | Parti social-démocrate d'Autriche Sozialdemokratische Partei Österreichs | Centre gauche Social-démocratie, progressisme                  | Alfred Gusenbauer                                   | 33,2 % des voix 65 députés |
|       | Parti de la liberté d'Autriche Freiheitliche Partei Österreichs          | Extrême droite Nationalisme, conservatisme, euroscepticisme    | Mathias Reichhold (Ministre fédéral des Transports) | 26,9 % des voix 52 députés |
|       | Parti populaire autrichien Österreichische Volkspartei                   | Centre droit Démocratie chrétienne, conservatisme, libéralisme | Wolfgang Schüssel (Chancelier fédéral)              | 26,9 % des voix 52 députés |
|       | Les Verts - L'Alternative verte Die Grünen - Die Grüne Alternative       | Centre gauche Écologie politique, progressisme                 | Alexander Van der Bellen                            | 7,4 % des voix 14 députés  |

## Résultats

### Scores
|                        |                                          |           |       |       |        |               |  |  |  |  |  |  |  |  |
| Parti                  | Parti                                    | Voix      | %     | +/-   | Sièges | +/-           |  |  |  |  |  |  |  |  |
|                        | Parti populaire autrichien (ÖVP)         | 2 076 833 | 42,30 | 15,39 | 79     | 27            |  |  |  |  |  |  |  |  |
|                        | Parti social-démocrate d'Autriche (SPÖ)  | 1 792 499 | 36,51 | 3,36  | 69     | 4             |  |  |  |  |  |  |  |  |
|                        | Parti de la liberté d'Autriche (FPÖ)     | 491 328   | 10,01 | 16,90 | 18     | 34            |  |  |  |  |  |  |  |  |
|                        | Les Verts - L'Alternative verte (Grüne)  | 464 980   | 9,47  | 2,07  | 17     | 3             |  |  |  |  |  |  |  |  |
|                        | Forum libéral (LIF)                      | 48 083    | 0,98  | 2,67  | 0      | en stagnation |  |  |  |  |  |  |  |  |
|                        | Parti communiste d'Autriche (KPÖ)        | 27 558    | 0,56  | 0,08  | 0      | en stagnation |  |  |  |  |  |  |  |  |
|                        | Parti de la gauche socialiste (SLP)      | 3 906     | 0,08  | Nv.   | 0      | en stagnation |  |  |  |  |  |  |  |  |
|                        | Les Démocrates                           | 2 439     | 0,05  | Nv.   | 0      | en stagnation |  |  |  |  |  |  |  |  |
|                        | Communauté des électeurs chrétiens (CWG) | 2 009     | 0,04  | 0,03  | 0      | en stagnation |  |  |  |  |  |  |  |  |
|                        |                                          |           |       |       |        |               |  |  |  |  |  |  |  |  |
| Suffrages exprimés     | Suffrages exprimés                       | 4 909 645 | 98,54 |       |        |               |  |  |  |  |  |  |  |  |
| Votes blancs et nuls   | Votes blancs et nuls                     | 72 616    | 1,46  |       |        |               |  |  |  |  |  |  |  |  |
| Total                  | Total                                    | 4 982 261 | 100   | –     | 183    | en stagnation |  |  |  |  |  |  |  |  |
| Abstention             | Abstention                               | 930 331   | 15,73 |       |        |               |  |  |  |  |  |  |  |  |
| Inscrits/Participation | Inscrits/Participation                   | 5 912 592 | 84,27 |       |        |               |  |  |  |  |  |  |  |  |

### Par Land
| Land           | ÖVP            | SPÖ  | FPÖ  | Grünen |     |
| Land           | %              | %    | %    | %      |     |
| -------------- | -------------- | ---- | ---- | ------ | --- |
| Land           | Basse-Autriche | 47,8 | 36,8 | 6,9    | 7,2 |
| Burgenland     | 42,4           | 45,8 | 6,4  | 4,7    |     |
| Carinthie      | 30,5           | 38,3 | 23,6 | 6,2    |     |
| Haute-Autriche | 42,6           | 37,0 | 10,4 | 8,7    |     |
| Salzbourg      | 46,7           | 30,8 | 10,7 | 10,4   |     |
| Styrie         | 44,6           | 37,0 | 9,6  | 7,0    |     |
| Tyrol          | 51,9           | 24,5 | 10,0 | 11,6   |     |
| Vienne         | 30,7           | 43,8 | 8,0  | 15,1   |     |
| Vorarlberg     | 49,2           | 20,1 | 13,0 | 14,5   |     |

### Analyse
Avec un résultat en hausse de plus de quinze points, soit la plus forte progression de l'histoire politique autrichienne entre deux élections, l'ÖVP repasse la barre des 40 % et réalise son meilleur score depuis 1983. Il parvient même, pour la première fois depuis 1966, à surpasser le SPÖ et arriver en tête des élections législatives. Les sociaux-démocrates, eux, se redressent un peu mais sans réaliser de performance particulière. La percée de l'ÖVP est à l'image de l'effondrement du FPÖ, qui reste de justesse au-dessus des 10 % et retrouve son score de 1986, époque de l'arrivée de Haider à la tête du parti. La participation gouvernementale n'a donc absolument pas profité à la formation d'extrême droite. Les Verts, pour leur part, poursuivent leur progression, établissant de nouveau leur record et approchant les 10 % des voix.

### Conséquences
Bien que les nationalistes aient subi une importante défaite, le chancelier Schüssel, désormais incontournable, choisit de reconduire sa coalition noire-bleue, dans laquelle il domine très nettement alors qu'il était à égalité avec ses partenaires dans le gouvernement sortant. Il faut attendre le 28 février 2003 pour que soit formé le gouvernement Schüssel II.